# Bicarbonato de calcio
El bicarbonato de calcio, también llamado hidrogenocarbonato de calcio o carbonato ácido de calcio, tiene la fórmula química Ca(HCO3)2. El término no se refiere a un compuesto sólido conocido; existe solo en solución acuosa que contiene iones de calcio (Ca2+), bicarbonato (HCO−
3) y carbonato (CO2−
3), junto con dióxido de carbono disuelto (CO2). Las concentraciones relativas de estas especies que contienen carbono dependen del pH; el bicarbonato predomina dentro del rango 6.36–10.25 en agua dulce.
El agua interactuar con la atmósfera, absorbe dióxido de carbono, y al entrar en contacto con rocas y sedimentos, adquiere iones metálicos, más comúnmente calcio y magnesio, por lo que la mayoría de las aguas naturales que provienen de arroyos, lagos y especialmente pozos, pueden ser considerados como soluciones diluidas de estos bicarbonatos. Estas aguas duras tienden a formar incrustaciones de carbonato en las tuberías y calderas y reaccionan con los jabones para formar una escoria indeseable.
Los intentos de preparar compuestos como el bicarbonato de calcio sólido mediante la evaporación de su solución hasta la sequedad producen invariablemente el carbonato de calcio sólido:
Ca(HCO3)2(ac) → CO2(g)  +  H2O(l)  +  CaCO3(s).
Esta reacción es importante para la formación de estalactitas, estalagmitas, columnas y otros espeleotemas dentro de las cuevas y, de hecho, en la formación de las cuevas mismas. A medida que el agua que contiene dióxido de carbono (incluido el CO2 adicional adquirido de los organismos del suelo) pasa a través de la piedra caliza u otros minerales que contienen carbonato de calcio, disuelve parte del carbonato de calcio, enriqueciéndose en bicarbonato. A medida que el agua subterránea ingresa a la cueva, el exceso de dióxido de carbono se libera de la solución de bicarbonato, lo que hace que se deposite el carbonato de calcio, mucho menos soluble.
En el proceso inverso, el dióxido de carbono disuelto (CO2) en el agua de lluvia (H2O) reacciona con el carbonato de calcio de piedra caliza (CaCO3) para formar bicarbonato de calcio soluble (Ca(HCO3)2). Este compuesto soluble luego se lava con el agua de lluvia. Esta forma de meteorización se llama carbonatación.

## Usos
Se utiliza como colorante de superficie, agente antiaglomerante y estabilizador de alimentos. En medicina, el bicarbonato de calcio se administra por vía intravenosa para corregir inmediatamente los efectos depresores cardíacos de la hiperpotasemia al aumentar la concentración de calcio en el suero y, al mismo tiempo, corregir el ácido.